# Paul Bunyan (film)
Paul Bunyan è un film del 1958 diretto da Les Clark. È un cortometraggio animato, prodotto dalla Walt Disney Productions e uscito negli Stati Uniti il 1º agosto 1958, distribuito dalla Buena Vista Distribution.